# ジョウモウクジラ
ジョウモウクジラ（学名：Joumocetus Shimizui)は、絶滅したヒゲクジラのグループであるケトテリウム科に属するクジラ。日本の群馬県高崎市吉井町の約1100万年前の地層から発見された。体長は４メートル程度。

## 説明
群馬県吉井町の鏑川および安中市の碓氷川河床の安中層群原市層で発見されたケトテリウム科に属する絶滅したクジラ。米専門学術誌「古脊椎動物学雑誌」に掲載 され、2010年4月16日に群馬県県立自然史博物館が発表した。
群馬県を上毛と呼ぶことから和名を「ジョウモウケタス」に命名した。また、属名であるjoumocetus（ジョウモウケタス）は、上毛とラテン語のクジラを意味するcetusを組み合わせた。種名は、発見者の清水勝氏の名をラテン語化し讃えるものとして「shimizui」とされた。
化石は、2002年に1100万年前の後期中新世の地層で頭部（頭蓋・下顎骨）や椎骨などが発見された。頭蓋の長さは755mmで体長は4ｍ程度と想定されている。

## 発見
2002年5月ごろ、群馬県高崎市吉井町の約1100万年前の地層から発見される。
当時、鏑川周辺では多くの化石が発見されており、発見者が河川を捜索。川床から砂や泥がついて団子状になり、半分が水に浸かっている化石を発見した。

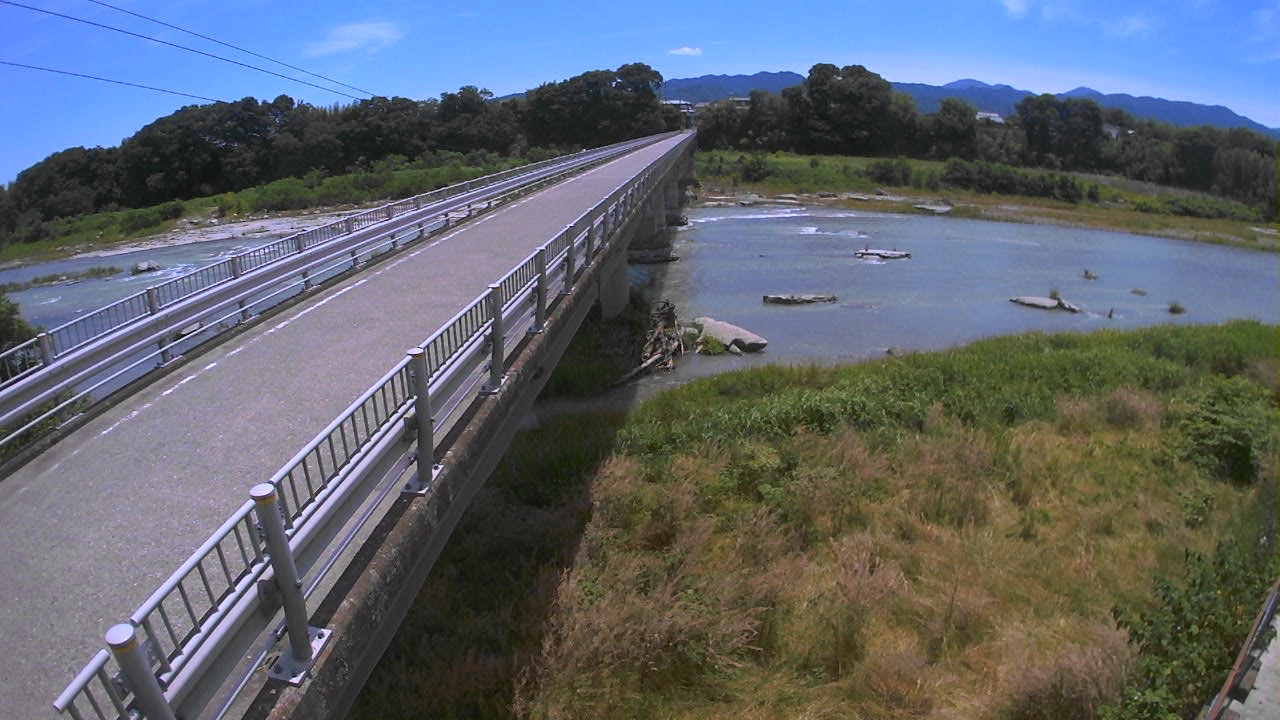
鏑川